# Hard Rock Stadium
Hard Rock Stadium je víceúčelový stadion ve floridském městě Miami Gardens, ležícím severně od Miami. Domácí zápasy v něm od roku 1987 hraje tým Miami Dolphins z Národní fotbalové ligy a od roku 2008 také družstvo amerického fotbalu Miami Hurricanes v rámci National Collegiate Athletic Association. Od roku 1989 se na stadionu opakovaně konal Super Bowl, v sezónách 1997 a 2003 Světová série, v roce 2010 utkání hvězd Pro Bowl a rovněž řada střetnutí univerzitních týmů amerického fotbalu v Orange Bowlu. V sezóně 2019 se do areálu přestěhoval tenisový turnaj Miami Masters. V letech 1993–2011 sloužil jako domovské sportoviště baseballového klubu Florida Marlins v Major League Baseball. V roce 2022 se v okolí stadionu začala jezdit Velká cena Miami v seriálu Formule 1.
Stadion byl otevřen v srpnu 1987 pod názvem Joe Robbie Stadium a postupně přejmenován na „Pro Player Park“, „Pro Player Stadium“, „Dolphins Stadium“, „Dolphin Stadium“, „Land Shark Stadium“ a „Sun Life Stadium“. Během srpna 2016 odkoupil práva na pojmenování hotelový a restaurační řetězec Hard Rock Cafe za 250 milionů dolarů v rámci osmnáctileté smlouvy.
Rekonstrukce stadionu začala po prosincovém Orange Bowlu 2014 v lednu 2015
 a byla dokončena pro sezónu amerického fotbalu začínající v září 2016. Náklady ze soukromých fondů dosáhly výše 500 milionů dolarů. Ochozy byly v rozích osazeny čtyřmi velkoplošnými obrazovkami. Na novou zevní konstrukci byla zavěšena střecha tribun. Modernizací prošly interiéry a vznikly nové divácké prostory, včetně soukromých lóží vybavených zázemím s pokojovým nábytkem. Celková kapacita byla snížena ze 75 na 65 tisíc sedadel.
V prosinci 2017 organizátoři tenisového Miami Masters oznámili přesun turnaje z Crandon Parku v Key Biscayne do areálu Hard Rock Stadium. První ročník se v něm odehrál v roce 2019. Na jižní parkovací ploše stadionu tak vznikl tenisový areál s 29 dvorci včetně 11 soutěžních. Kapacita druhého největšího Grandstandu činila 4 993 diváků. Samotný stadion se během turnaje stává centrální arénou pro 13 800 návštěvníků s postaveným hledištěm na ploše.

## Koncerty
Koncerty odehrané na Hard Rock Stadium.
| Datum              | umělec                           | předskokan                                                  | turné/koncert                     | návštěvnost       | výdělek      |
| ------------------ | -------------------------------- | ----------------------------------------------------------- | --------------------------------- | ----------------- | ------------ |
| 3. července 1988   | Rod Stewart Hall & Oates Chicago | John Day a Full Circle                                      | Happy Birthday America '88        | 40 000            | —            |
| 30. července 1989  | The Who                          | —                                                           | The Who Tour 1989                 | 54 339 / 54 339   | 1 222 628 $  |
| 14. dubna 1990     | Paul McCartney                   | —                                                           | The Paul McCartney World Tour     | 95 410 / 95 410   | 2 862 300 $  |
| 15. dubna 1990     | Paul McCartney                   | —                                                           | The Paul McCartney World Tour     | 95 410 / 95 410   | 2 862 300 $  |
| 12. srpna 1990     | New Kids on the Block            |                                                             | The Magic Summer Tour             | 60 000 / 60 000   | —            |
| 31. prosince 1991  | Guns N' Roses                    | —                                                           | Use Your Illusion Tour            | —                 | —            |
| 16. května 1992    | Genesis                          | —                                                           | We Can't Dance Tour               | —                 | —            |
| 4. července 1992   | Chicago                          | —                                                           | —                                 | —                 | —            |
| 26. září 1992      | Crosby Stills & Nash             | —                                                           | —                                 | —                 | —            |
| 3. října 1992      | U2                               | Big Audio Dynamite II Public Enemy                          | Zoo TV Tour                       | 45 244 / 46 000   | 1 289 454 $  |
| 30. března 1994    | Pink Floyd                       |                                                             | The Division Bell Tour            | 54 738 / 54 738   | 1 975 665 $  |
| 25. listopadu 1994 | The Rolling Stones               | Bryan Adams Blind Melon Lenny Kravitz                       | Voodoo Lounge Tour                | 55 935 / 55 935   | 2 574 810 $  |
| 13. dubna 1995     | Billy Joel Elton John            | —                                                           | Face to Face 1995                 | 103 694 / 103 694 | 4 385 725 $  |
| 14. dubna 1995     | Billy Joel Elton John            | —                                                           | Face to Face 1995                 | 103 694 / 103 694 | 4 385 725 $  |
| 8. března 1997     | Tři tenoři                       | —                                                           | The Three Tenors World Tour       | —                 | —            |
| 14. listopadu 1997 | U2                               | Smash Mouth                                                 | PopMart Tour                      | 42 778 / 44 500   | 2 158 988 $  |
| 10. července 2007  | The Police                       | Maroon 5 Fiction Plane                                      | The Police Reunion Tour           | 46 105 / 46 105   | 5 094 870 $  |
| 26. listopadu 2008 | Madonna                          | Paul Oakenfold                                              | Sticky & Sweet Tour               | 47 998 / 47 998   | 6 137 030 $  |
| 3. dubna 2010      | Paul McCartney                   | —                                                           | Up and Coming Tour                | 35 784 / 35 784   | 4 325 859 $  |
| 29. června 2011    | U2                               | Florence and the Machine                                    | U2 360° Tour                      | 72 569 / 72 569   | 6 799 670 $  |
| 23. listopadu 2011 | The Black Eyed Peas              | Sean Kingston Jason Derulo T-Pain CeeLo Green Queen Latifah | The Beginning                     | —                 | —            |
| 16. srpna 2013     | Justin Timberlake Jay-Z          | DJ Cassidy                                                  | Legends of the Summer             | 46 366 / 46 366   | 5 350 175 $  |
| 25. června 2014    | Beyoncé Jay-Z                    | —                                                           | On the Run Tour                   | 49 980 / 49 980   | 5 450 026 $  |
| 5. října 2014      | One Direction                    | 5 Seconds of Summer                                         | Where We Are Tour                 | 53 914 / 53 914   | 4 303 749 $  |
| 11. června 2017    | U2                               | OneRepublic                                                 | The Joshua Tree Tour 2017         | 48 494 / 48 494   | 5 923 665 $  |
| 7. července 2017   | Metallica                        | Avenged Sevenfold Volbeat                                   | WorldWired Tour                   | 42 168 / 45 433   | 3 163 523 $  |
| 28. srpna 2017     | Coldplay                         | AlunaGeorge Izzy Bizu                                       | A Head Full of Dreams Tour        | 47 866 / 47 866   | 6 446 966 $  |
| 21. dubna 2018     | Eagles                           | Jimmy Buffett                                               | North American Tour 2018          |                   |              |
| 18. srpna 2018     | Taylor Swift                     | Camila Cabello Charli XCX                                   | Reputation Stadium Tour           | 47 818 / 47 818   | 7 072 164 $  |
| 30. srpna 2018     | Beyoncé Jay-Z                    | Chloe X Halle DJ Khaled                                     | On the Run II Tour                | 44 310 / 44 310   | 6 295 535 $  |
| 30. srpna 2019     | The Rolling Stones               | —                                                           | No Filter Tour                    | 40 768 / 40 768   | 9 762 771 $  |
| 1. srpna 2021      | Green Day Fall Out Boy Weezer    | The Interrupters                                            | Hella Mega Tour                   | 24 102/24 102     | 2 093 855 $  |
| 14. srpna 2021     | Aventura                         | —                                                           | Inmortal Stadium Tour             | 40 538 / 40 538   | 6 017 014 $  |
| 18. června 2022    | Def Leppard Mötley Crüe          | Joan Jett & the Blackhearts Poison                          | The Stadium Tour                  | 40 250 / 43 960   | 3 348 674 $  |
| 6. srpna 2022      | The Weeknd                       | Kaytranada Mike Dean                                        | After Hours til Dawn Stadium Tour | 45 142 / 45 142   | 6 470 071 $  |
| 12.–13. srpna 2022 | Bad Bunny                        | Alesso                                                      | World's Hottest Tour              | 97 655 / 97 655   | 21 900 878   |
| 30. srpna 2022     | Red Hot Chili Peppers            | The Strokes Thundercat                                      | Global Stadium Tour               | 42 572 / 42 572   | 5 536 614 $  |
| 17. září 2022      | Lady Gaga                        | —                                                           | The Chromatica Ball               | 44 298 / 44 298   | 5 878 508 $  |
| 18. srpna 2023     | Beyoncé                          | —                                                           | Renaissance World Tour            | 47 487 / 47 487   | 14 362 704 $ |
| 25. srpna 2023     | Karol G                          | Agudelo Bad Gyal                                            | Mañana Será Bonito Tour           | 89 814 / 89 814   | 18 578 460 $ |
| 26. srpna 2023     | Karol G                          | Agudelo Bad Gyal                                            | Mañana Será Bonito Tour           | 89 814 / 89 814   | 18 578 460 $ |
| 6. července 2024   | Feid                             |                                                             | Ferxxocalipsis Tour               |                   |              |
| 18. října 2024     | Taylor Swift                     | Gracie Abramsová                                            | The Eras Tour                     |                   |              |
| 19. října 2024     | Taylor Swift                     | Gracie Abramsová                                            | The Eras Tour                     |                   |              |
| 20. října 2024     | Taylor Swift                     | Gracie Abramsová                                            | The Eras Tour                     |                   |              |

## Fotbalová utkání
Fotbalová utkání odehraná na Hard Rock Stadium.
| Datum              | tým hostů           | výsledek | tým domácích    | návštěvnost |
| ------------------ | ------------------- | -------- | --------------- | ----------- |
| 3. srpna 2011      | FC Barcelona        | 0–4      | Guadalajara     | 70 080      |
| 8. října 2011      | Honduras            | 0–1      | USA             | 21 900      |
| 29. února 2012     | Kolumbie            | 0–0      | Mexiko          | 51 615      |
| 28. července 2012  | AC Milán            | 0–0      | Chelsea         | 57 748      |
| 6. února 2013      | Guatemala           | 0–4      | Kolumbie        | 25 000      |
| 8. června 2013     | Haiti               | 0–2      | Španělsko       | 36 535      |
| 6. srpna 2013      | Juventus            | 0–1      | Inter Milán     | 38 513      |
| 16. listopadu 2013 | Brazílie            | 0–0      | Honduras        | 71 124      |
| 4. června 2014     | Anglie              | 0–2      | Ekvádor         | 21 534      |
| 7. června 2014     | Honduras            | 0–0      | Anglie          | 45 379      |
| 9. června 2014     | Ghana               | 0–0      | Jižní Korea     | 7 000       |
| 4. srpna 2014      | Manchester United   | 0–1      | Liverpool       | 51 014      |
| 5. září 2014       | Brazílie            | 0–0      | Kolumbie        | 73 429      |
| 26. července 2017  | Paris Saint-Germain | 0–3      | Juventus        | 44 444      |
| 29. července 2017  | FC Barcelona        | 0–2      | Real Madrid     | 66 014      |
| 23. března 2018    | Chorvatsko          | 0–2      | Peru            | 60 000      |
| 28. července 2018  | Bayern Mnichov      | 0–3      | Manchester City | 29 195      |
| 31. července 2018  | Manchester United   | 0–1      | Real Madrid     | 64 141      |
| 7. září 2018       | Kolumbie            | 0–1      | Venezuela       | 34 048      |
| 12. října 2018     | Chile               | 0–3      | Peru            | 34 016      |
| 7. srpna 2019      | FC Barcelona        | 0–1      | SSC Neapol      | 57 062      |
| 6. září 2019       | Kolumbie            | 0–2      | Brazílie        | 65 232      |
| 15. listopadu 2019 | Peru                | 0–1      | Kolumbie        | 36 063      |
| 23. září 2022      | Argentina           | 3–0      | Honduras        | 64 420      |

### Copa América 2024
Zápasy amerického šampionátu Copa América 2024 včetně finálového zápasu.
| Datum           | tým       | výsledek | tým       | návštěvnost |
| --------------- | --------- | -------- | --------- | ----------- |
| 23. června 2024 | Uruguay   | 3–1      | Panama    | 33 425      |
| 29. června 2024 | Peru      | 0–2      | Argentina | 64 972      |
| 14. června 2024 | Argentina | 1–0      | Kolumbie  | 65 300      |

### Mistrovství světa ve fotbale klubů 2025
Zápasy Mistrovství světa ve fotbale klubů 2025.
| Datum            | tým               | výsledek | tým             | fáze       | návštěvnost |
| ---------------- | ----------------- | -------- | --------------- | ---------- | ----------- |
| 14. června 2025  | Al-Ahly           | 0–0      | Inter Miami CF  | skupina A  | 60 927      |
| 16. června 2025  | Boca Juniors      | 2–2      | Benfica Lisabon | skupina C  | 55 574      |
| 18. června 2025  | Real Madrid       | 1–1      | Al Hilal        | skupina H  | 62 415      |
| 20. června 2025  | Bayern Mnichov    | 2–1      | Boca Juniors    | skupina C  | 63 587      |
| 23. června 2025  | Inter Miami CF    | 2–2      | Palmeiras       | skupina A  | 60 914      |
| 26. června 2025  | Mamelodi Sundowns | 0–0      | Fluminense      | skupina F  | 14 312      |
| 29. června 2025  | Flamengo          | 2–4      | Bayern Mnichov  | osmifinále | 60 914      |
| 1. července 2025 | Real Madrid       | 1–0      | Juventus        | osmifinále | 62 149      |

### Mistrovství světa ve fotbale 2026
Pro Mistrovství světa ve fotbale 2026  byl stadion dočasně přejmenován na „Miami Stadium“ v souladou s politikou FIFA vyhnout se komerčním názvům. Na stadion bylo zařazeno sedm zápasů, z toho čtyři ve skupinách, jeden v šestnáctifinále, jeden ve čtvrtfinále a utkání o 3. místo.
| Datum             | tým                  | výsledek | tým                  | fáze             |
| ----------------- | -------------------- | -------- | -------------------- | ---------------- |
| 15. června 2026   | bude oznámeno        | –        | bude oznámeno        | skupina H        |
| 21. června 2026   | bude oznámeno        | –        | bude oznámeno        | skupina H        |
| 24. června 2026   | bude oznámeno        | –        | bude oznámeno        | skupina C        |
| 27. června 2026   | bude oznámeno        | –        | bude oznámeno        | skupina K        |
| 3. července 2026  | vítěz skupiny J      | –        | 2. ze skupiny H      | šestnáctifinále  |
| 11. července 2026 | vítěz 91. zápasu     | –        | vítěz 92. zápasu     | čtvrtfinále      |
| 18. července 2026 | poražený 101. zápasu | –        | poražený 102. zápasu | zápas o 3. místo |

## Seznam názvů stadionu
- Joe Robbie Stadium (1987–1996)
- Pro Player Park (1996)
- Pro Player Stadium (1996–2005)
- Dolphins Stadium (2005–2006)
- Dolphin Stadium (2006–2009; 2010)
- Land Shark Stadium (2009–2010)
- Sun Life Stadium (2010–2016)
- Hard Rock Stadium (od 2016)